# Voivodato de Cuyavia y Pomerania

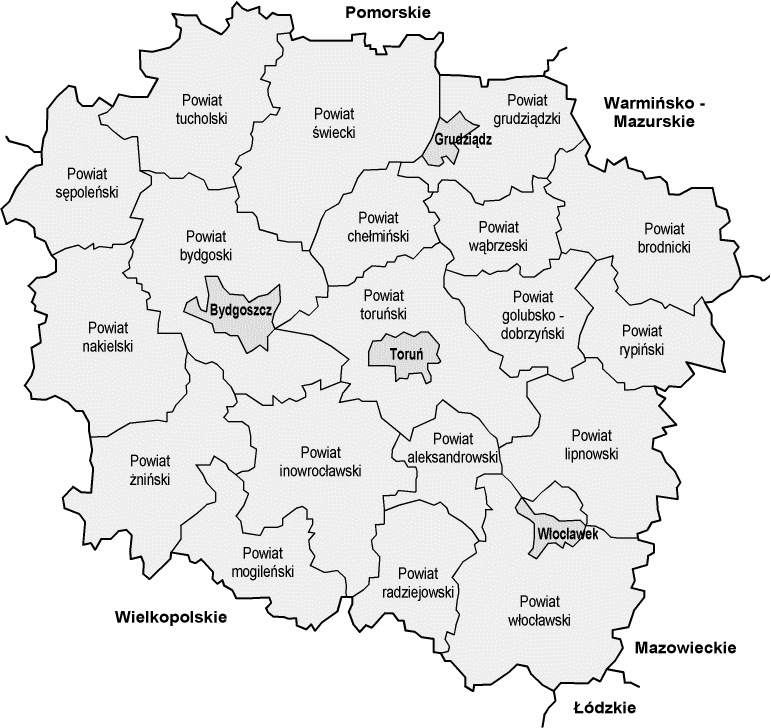
Divisiones administrativas del voivodato.

El voivodato de Cuyavia y Pomerania (o Kuyavia y Pomerania) es una de las 16 provincias (voivodatos) que conforman la República de Polonia, según la división administrativa del año 1998
El voivodato tiene un alto nivel de industria y agricultura y desarrollada red de comunicaciones terrestres, ferroviarias y de navegación. Limita con los voivodatos de Pomerania, Warmia y Mazuria, Mazovia, Lodz y el Voivodato de Gran Polonia.

## Divisiones
Ciudades-distrito
- Bydgoszcz - 384.700
- Toruń - 208.500
- Włocławek - 123.600
- Grudziądz - 102.700

Distritos
- Distrito de Inowrocław - 164.570
- Distrito de Bydgoszcz - 99.386
- Distrito de Świecie - 97.040
- Distrito de Toruń - 91.963
- Distrito de Włocławek - 85.303
- Distrito de Nakło - 85.050
- Distrito de Brodnica - 75.204
- Distrito de Żnin - 69.738
- Distrito de Lipno - 66.075
- Distrito de Aleksandrów - 55.367
- Distrito de Chełmno - 51.415
- Distrito de Tuchola - 47.310
- Distrito de Mogilno - 46.835
- Distrito de Golub-Dobrzyń - 45.120
- Distrito de Rypin - 44.145
- Distrito de Radziejów - 41.972
- Distrito de Sępólno - 40.990
- Distrito de Grudziądz - 38.560
- Distrito de Wąbrzeźno - 34.736

## Centros de Educación Superior

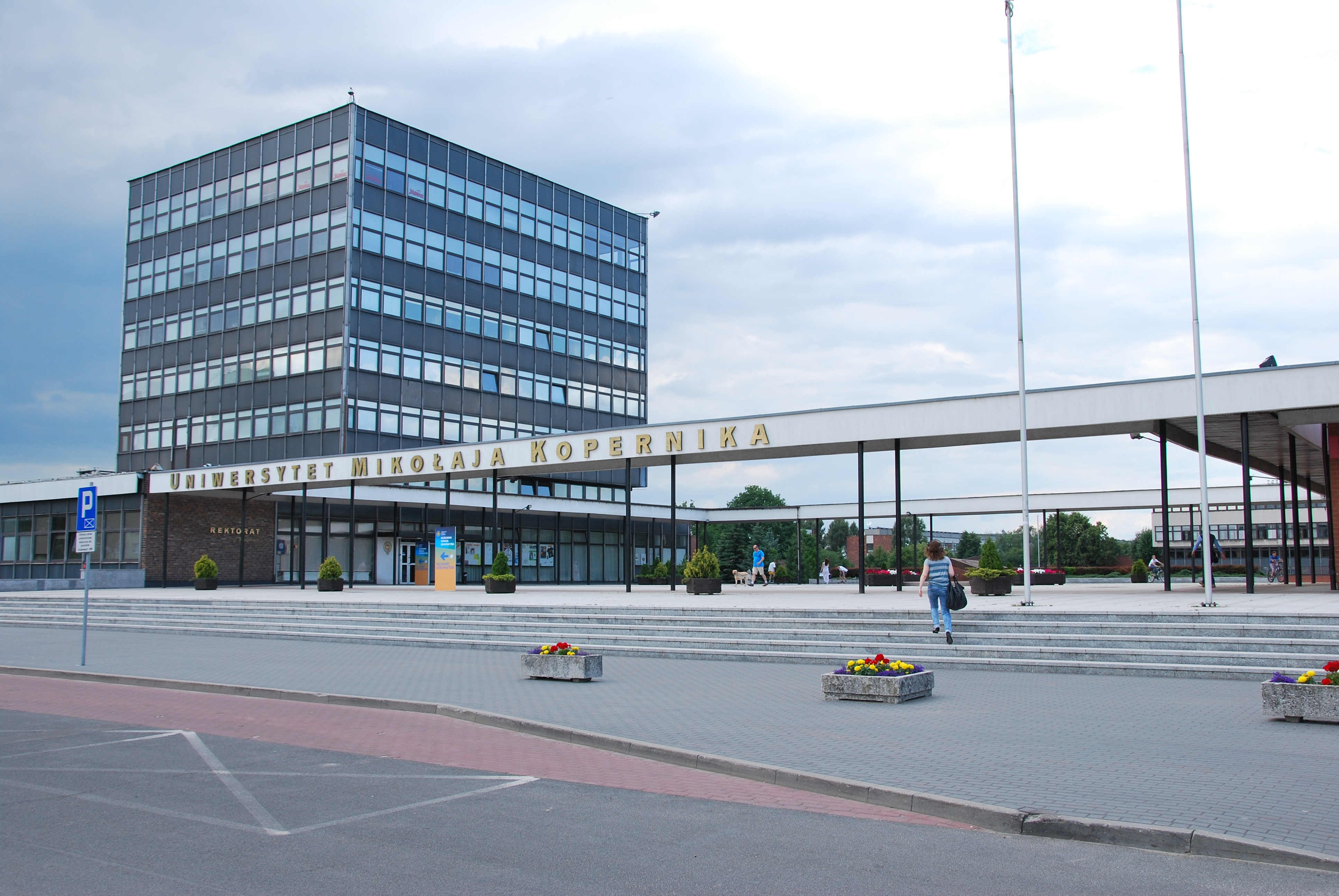
Rector principal de la Universidad de Nicolás Copérnico en Toruń.

- Universidad de Nícolas Copérnico en Toruń www
- Universidad de Kazimierz Wielki en Bydgoszcz www
- Academia Técnica Agraria en Bydgoszcz de Jan y Jedrzej Sniadeccy www
- Academia de Música en Bydgoszcz de Feliks Nowowiejski www
- Collegium Medicum de Ludwik Rydgier de la Universidad de Nícolas Copérnico en Bydgoszcz www
- Escuela Superior de Grudziadz
- Escuela Superior de Gestión Bancaria en Torun
- Escuela Superior de Cultura Medial y Social
- Escuela Superior Pública de la Formación Profesional en Wloclawek
- Escuela Superior de Humanidades y Ciencias Económicas en Wloclawek
- Seminario Superior Clerical en Wloclawek
- Escuela Superior de Economía en Bydgoszcz www
- Escuela Superior de la Protección de la Naturaleza www
- Escuela Superior de la Informática y Ciencias Sociales y Jurídicas www Archivado el 1 de febrero de 2021 en Wayback Machine.
- Escuela Superior de Kuyavia y Pomerania en Bydgoszcz www
- Escuela Superior de Administración en Swiecie www
- Escuela Superior de Idiomas en Swiecie

## Turismo

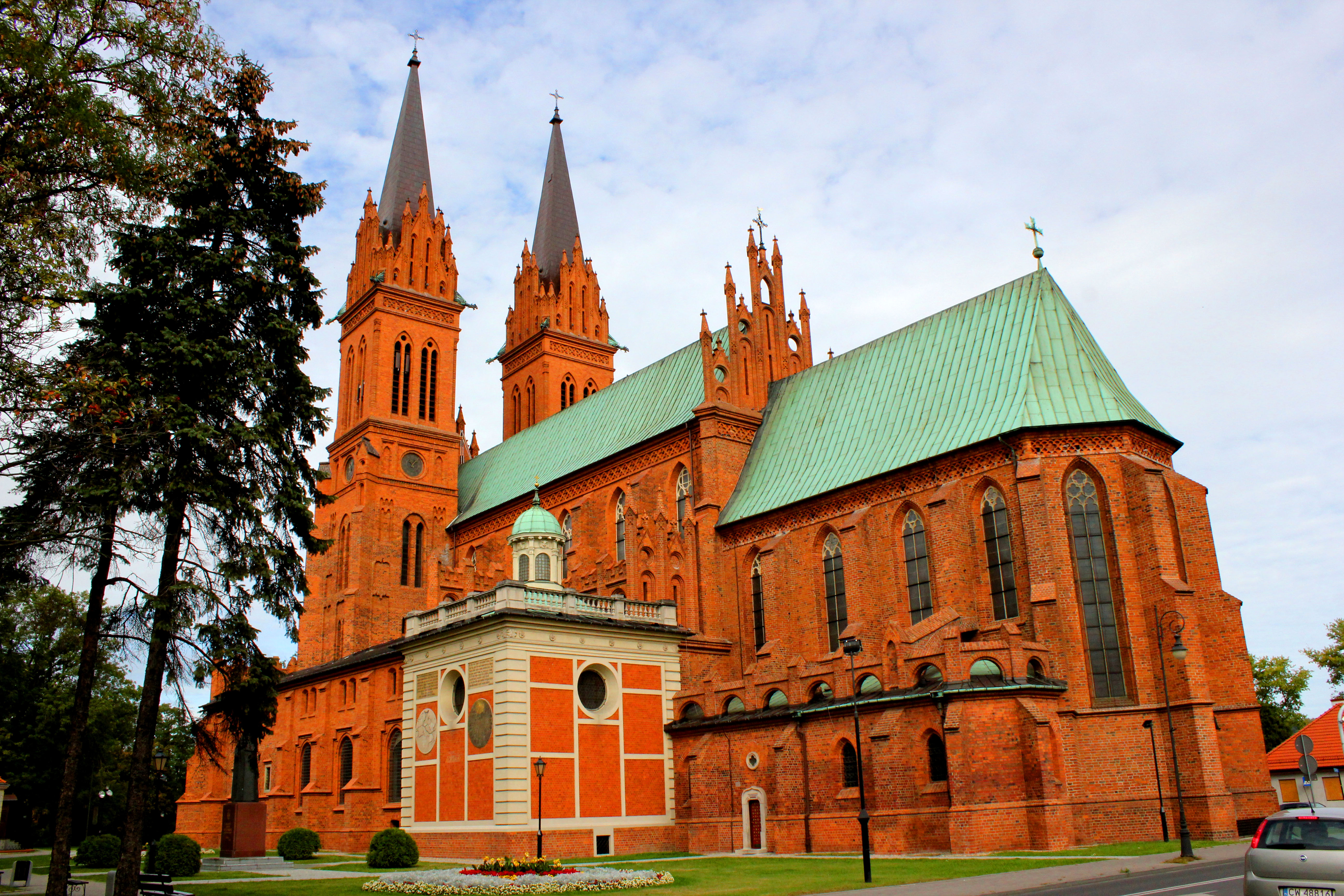
La Basílica y catedral Gótica de Santa María en Włocławek.

La situación céntrica de la región favorece el desarrollo industrial pero también, gracias a sus aguas transparentes, recursos minerales, complejos forestales y monumentos, el turismo, la recreación y la actividad balnearia.
La parte del norte del voivodato es una región de grandes valores turísticos. Se encuentran allí la Selva de Tuchola (El parque nacional de Tuchola, Reserva de Tejo en Wierzchlas), El Lago Koronowskie, Tlen, hay numerosas vías de canotaje en los ríos que cruzan la región.
Una gran importancia para el turismo tiene también la Pomerania Brodnickie con el complejo de lagos (Bachotek, Zbiczno, Sosno). Se conoce por las mismas razones Lago Artificial Wloclawski, Lago Goplo y el complejo forestal Wloclawsko – Gostyninski Park Krajobrazowy con numerosas reservas. En Biskupin los turistas pueden visitar un pueblo fortificado de la cultura lusacia de hace 2.700 años.
En el voivodato se conocen tres balnearios: en Ciechocinek, Inowroclaw i Wieniec Zdroj.
La ciudad de Torun, el pueblo natal de Nicolás Copérnico, inscrita en la lista de la UNESCO, es famosa por tener más de 300 monumentos inscritos en la historia del arte de Europa. La composición de la plaza del mercado y las calles adyacentes sigue siendo la misma que hace 700 años. Muy peculiar es la Torre Inclinada, erigida a fines del siglo XIII y principios del siglo XIV, parecida a la famosa torre de Pisa.
Los monumentos de Cuyavia y Pomerania están situados en varias de sus regiones – las obras del estilo gótico, castillos, fortificaciones de la Edad Media y los objetos de la arquitectura romana. Se conocen las iglesias de Torun, Chelmza, Chelmno, Strzelno, Kruszwica, Inowroclaw y Mogilno, Castillos en Radzyn Chelminski, Golub Dobrzyn, Swiecie y Brodnica. Muy famosa es también la Catedral Gótica en Wlocawek, el Complejo Monasterial en Koronowo, Kalwaria Pakoska, y los fragmentos del castillo gótico en Kruszwica con Torre Mysia.

## Economía
En 2016, el producto interno bruto de la Voivodato de Kuyavia y Pomerania ascendió a 82.425 millones de PLN, que representaron el 4,4% del PIB de Polonia. El producto interno bruto per cápita ascendió a 39.531 PLN (81,8% del promedio nacional).
Tasa de desempleo registrada:
2010 - 17%
2013 - 18,2%
2014 - 15,5%
2017 - 9,9%
2018 - 8,8%
Empresas comerciales establecidas en el voivodato de Kuyavia y Pomerania, que operan en la bolsa de valores polaca (GPW):
| Nombre de la empresa                                                   | Ciudad de origen | Tipo de industria                                   |
| ---------------------------------------------------------------------- | ---------------- | --------------------------------------------------- |
| Apator S.A.                                                            | Toruń            | industria electromecánica                           |
| Drozapol S.A.                                                          | Bydgoszcz        | distribuidor de productos de acero                  |
| Immobile S.A.                                                          | Bydgoszcz        | desarrollo inmobiliario, propietarios inmobiliarios |
| Krezus S. A. Archivado el 20 de septiembre de 2019 en Wayback Machine. | Toruń            | non-ferrous metals                                  |
| Neuca S.A.                                                             | Toruń            | industria médica y farmacéutica                     |
| Oponeo.pl S.A.                                                         | Bydgoszcz        | automotor, comercio electrónico                     |
| Projprzem Makrum S.A.                                                  | Bydgoszcz        | construcciones industriales y de acero              |
| Hydrotor S.A.                                                          | Tuchola          | sistemas hidráulicos                                |
| Vivid Games S.A.                                                       | Bydgoszcz        | desarrollo de juegos móviles                        |
| Kruszwica S.A. Archivado el 13 de mayo de 2020 en Wayback Machine.     | Kruszwica        | agroindustria e industria alimentaria               |